# Schwarzwasserbach (Breitach)

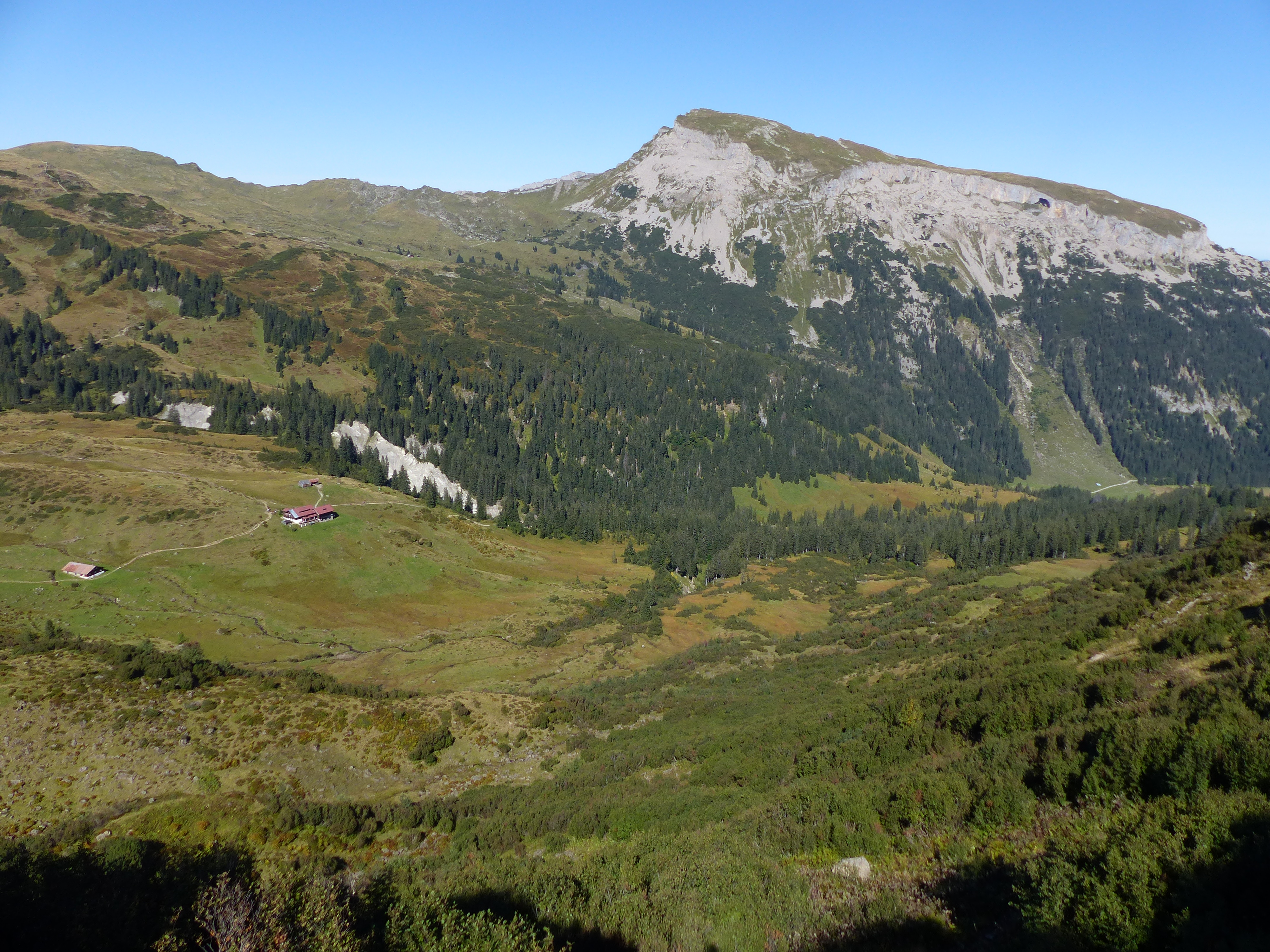
Quellgebiet des Schwarzwasserbaches, mit Schwarzwasseralpe, Schwarzwasserhütte und Hohem Ifen

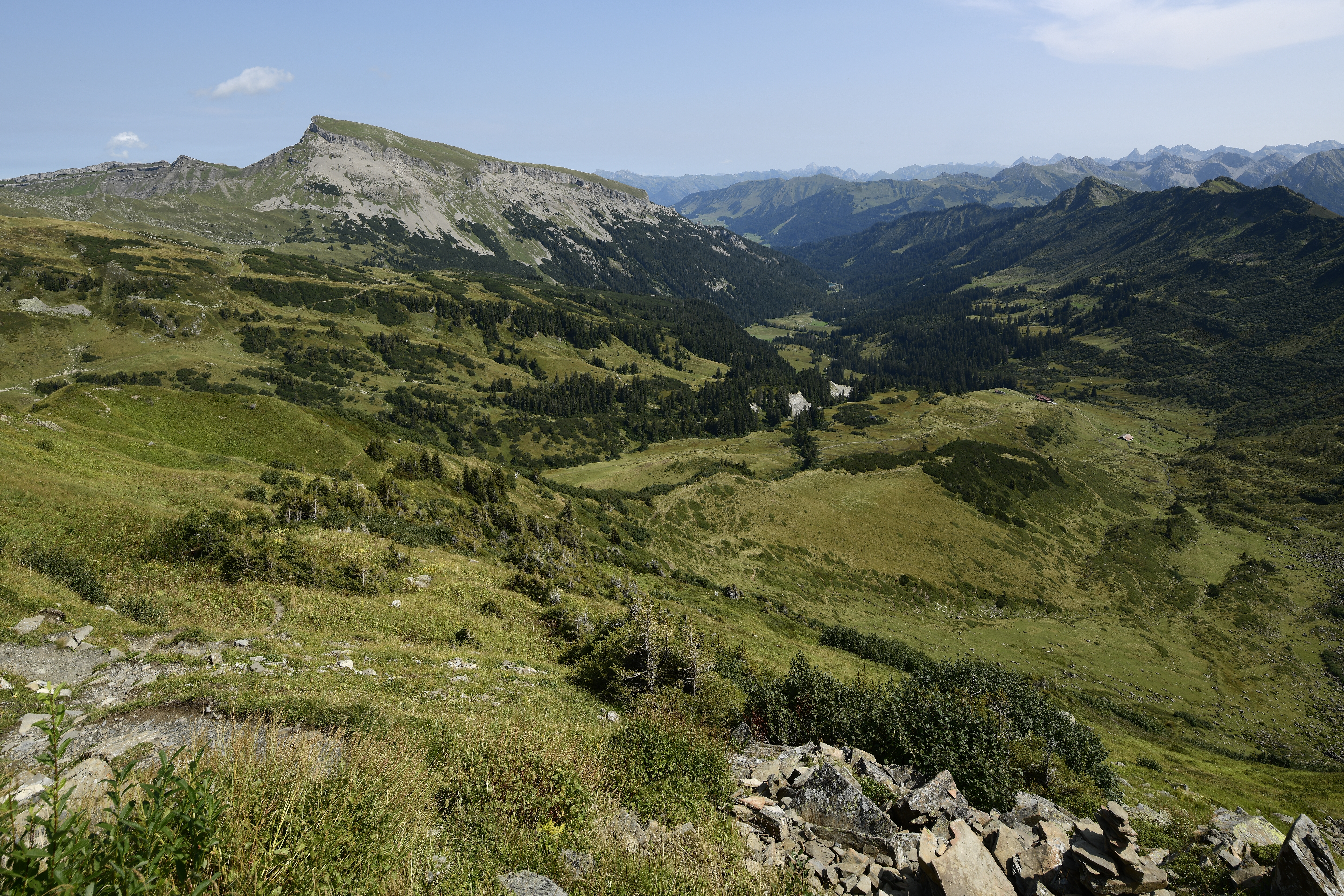
Schwarzwassertal talauswärts, vom Steinmandl aus gesehen

Der Schwarzwasserbach ist ein linker Nebenfluss der Breitach in Mittelberg im österreichischen Bundesland Vorarlberg. Er ist das zweitgrößte Fließgewässer im Kleinwalsertal. 
Der Bach hat das Schwarzwassertal gebildet, das nördliche Seitenteil des Kleinwalsertals. Im Tal gibt es keine Siedlungen, große Teile stehen unter Naturschutz. Nur am Talende gibt es vereinzelte Parzellen: Wäldele (nördlich oberhalb des Baches), Au und Schwende (ebenfalls nördlich oberhalb des Baches).

## Verlauf

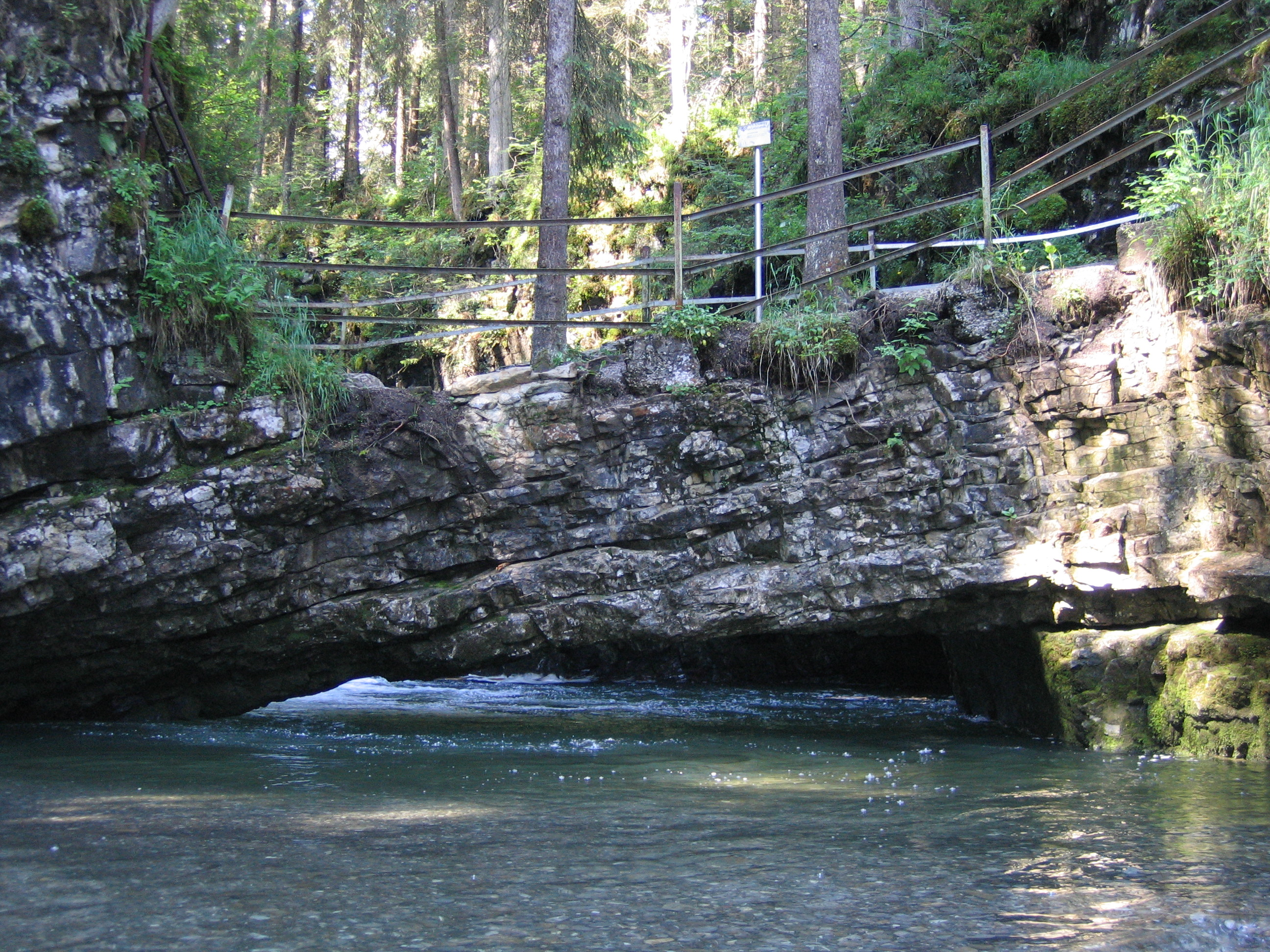
Naturbrücke

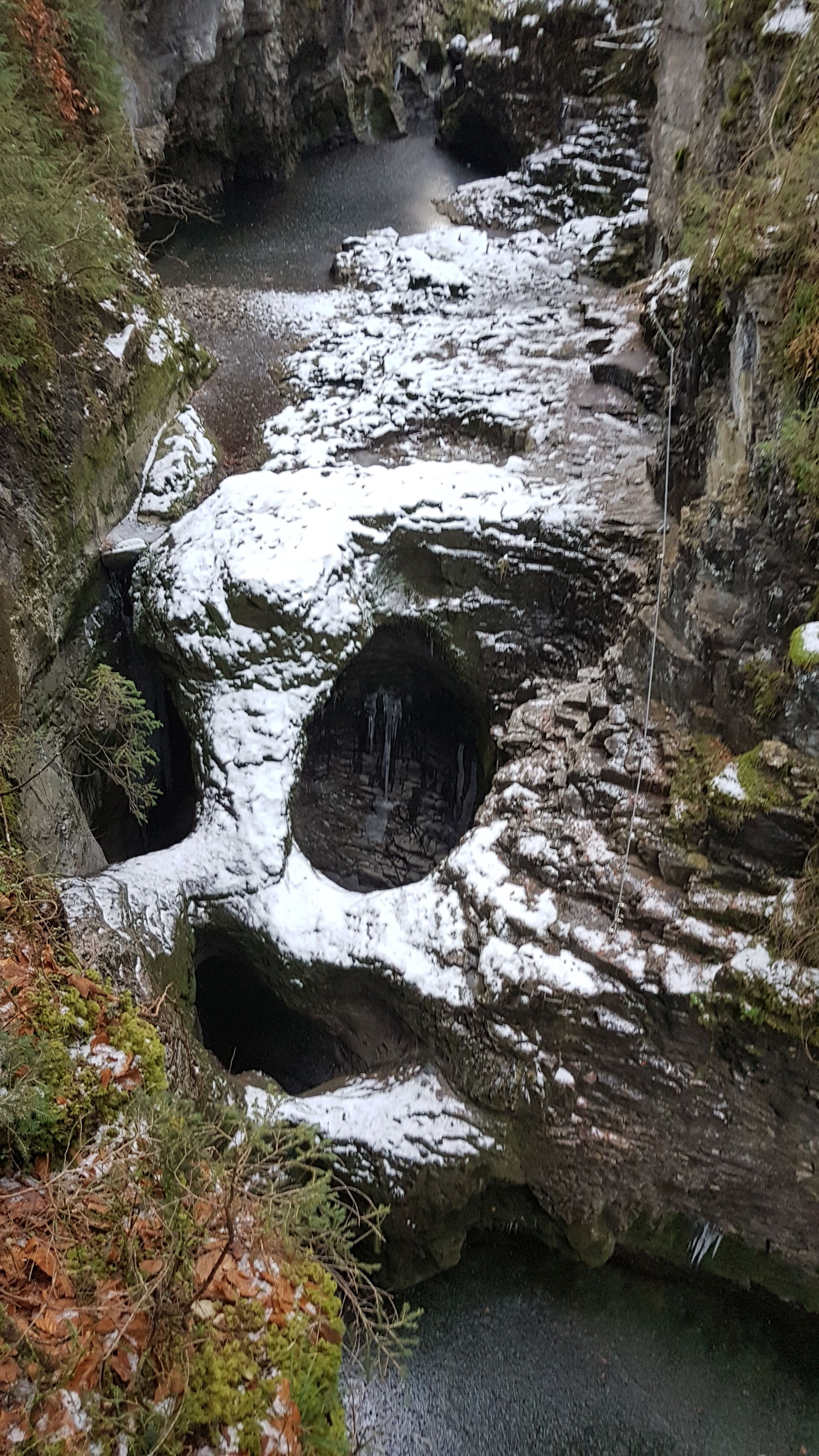

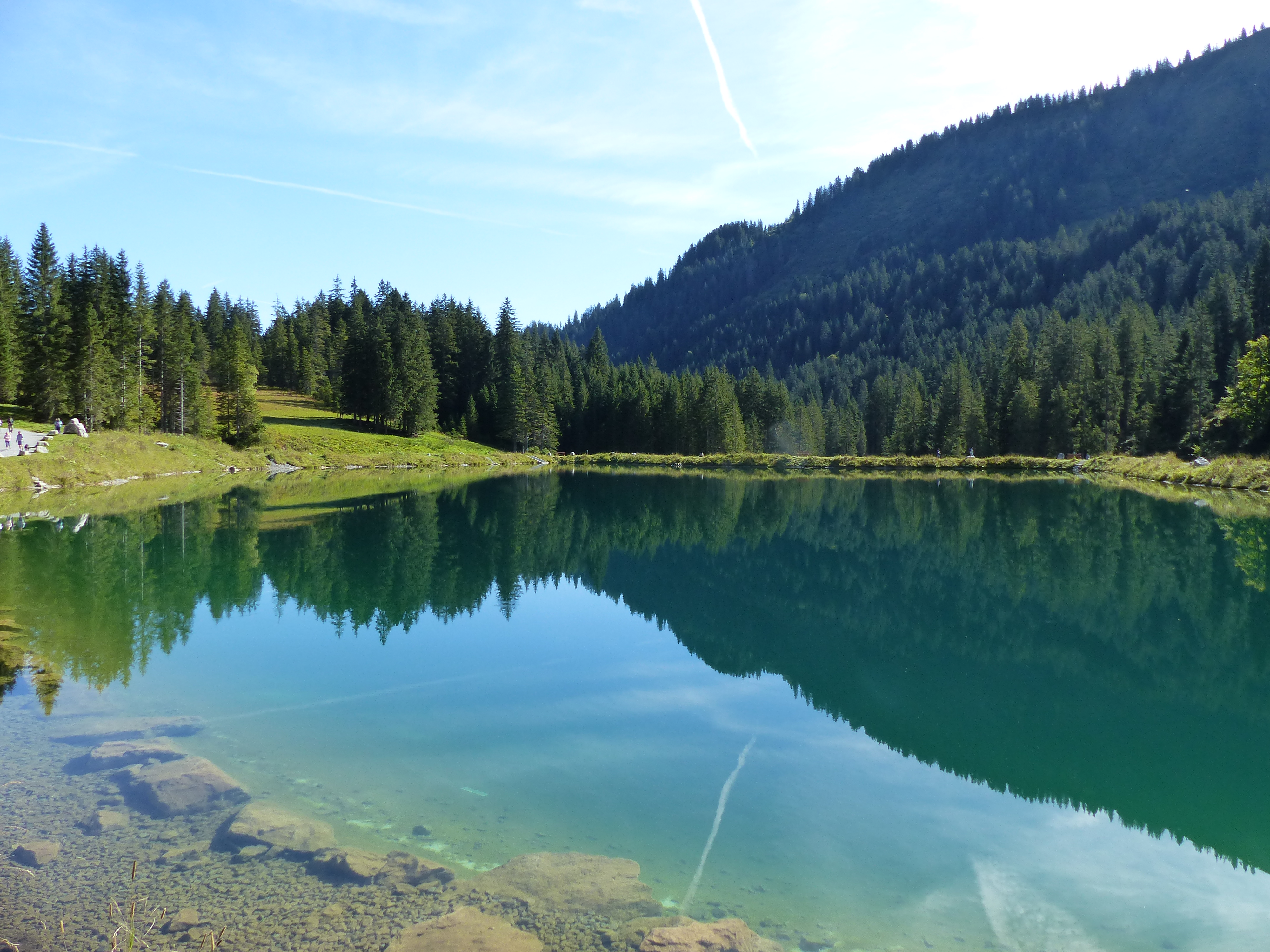
Herzsee

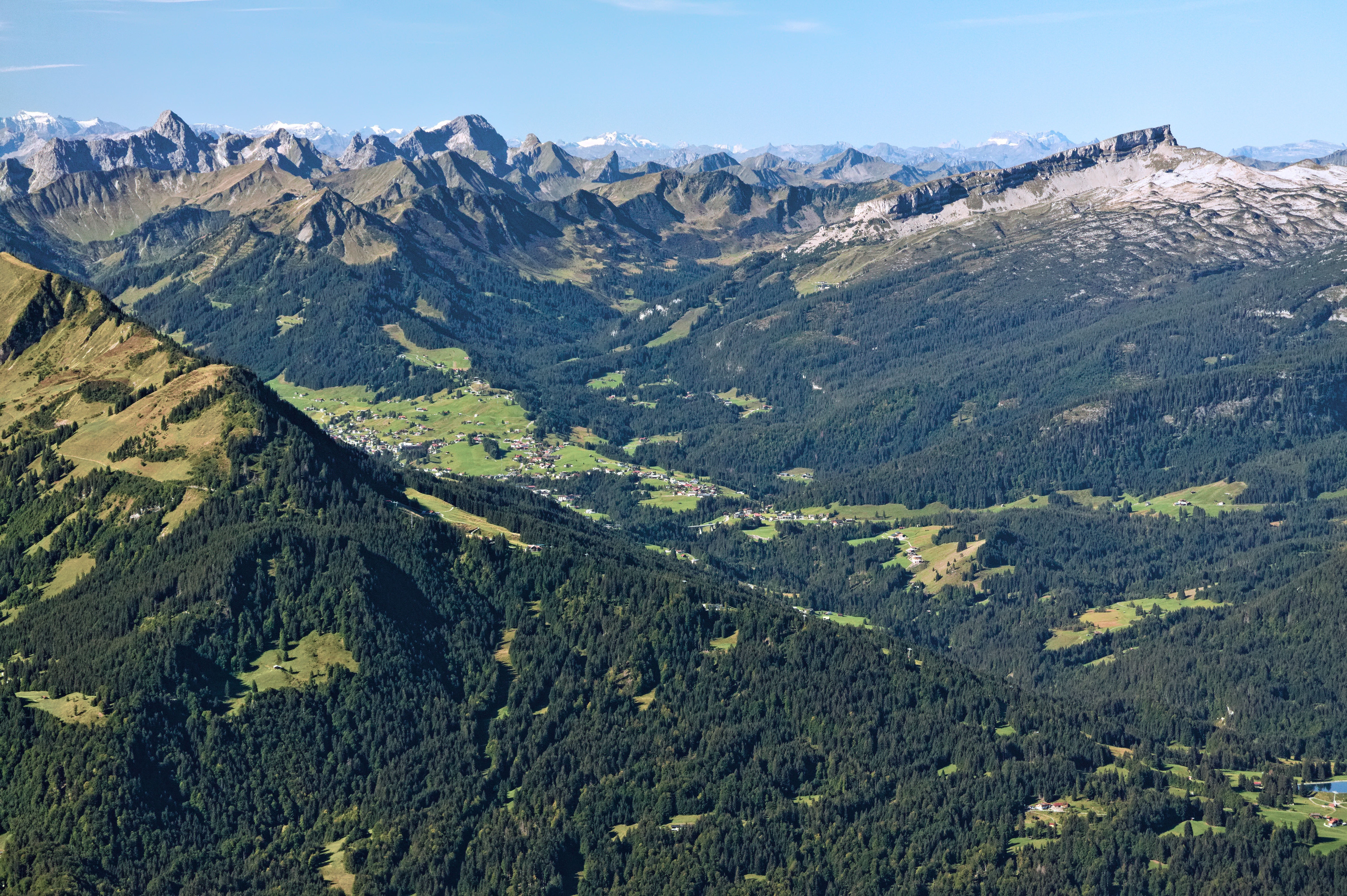
Gesamte Schwarzwassertal (in der Bildmitte) vom Nebelhorn aus gesehen

Die Quelle liegt etwa 500 m östlich vom Steinmandl auf 1666 m Höhe. Im obersten Bereich des Baches liegt die Schwarzwasseralpe und die Schwarzwasserhütte (1620 m Höhe). Bis etwa Gewässerkilometer 10,8 fließt der Bach durch eine relativ flache Hochmoorlandschaft, dann gräbt sich der Bach in ein kleines Tobel bis Gewässerkilometer 9,4. Dort liegt die Alpe Melköde auf 1346 m Höhe.
Bei Gewässerkilometer 8,15 verschwindet der Bach unter einem Kegel eines Bergsturzes vom Hohen Ifen und fließt in mehreren unterirdischen Läufen weiter. Bei Gewässerkilometer 7,15 wird der Bach wieder sichtbar. 
Bei Gewässerkilometer 6,8 liegt knapp nördlich der Speichersee Ifen oder Herzsee. Bei Gewässerkilometer 6 erreicht der Bach die Auenalpe mit den Talstationen für die Olympiabahn und die Ifenbahn. Hier endet auch die Schwarzwassertalstraße.
Aus dem Karstgebiet des Hohen Ifen mit einem gewaltigen Höhlensystem (Höllloch) speisen teils unterirdische Quellen den Schwarzwasserbach immer mehr. 
Bei Gewässerkilometer 4,65 beginnen die Kessellöcher. Hier beginnt eine beliebte, aber auch gefährliche Canyoningstrecke.

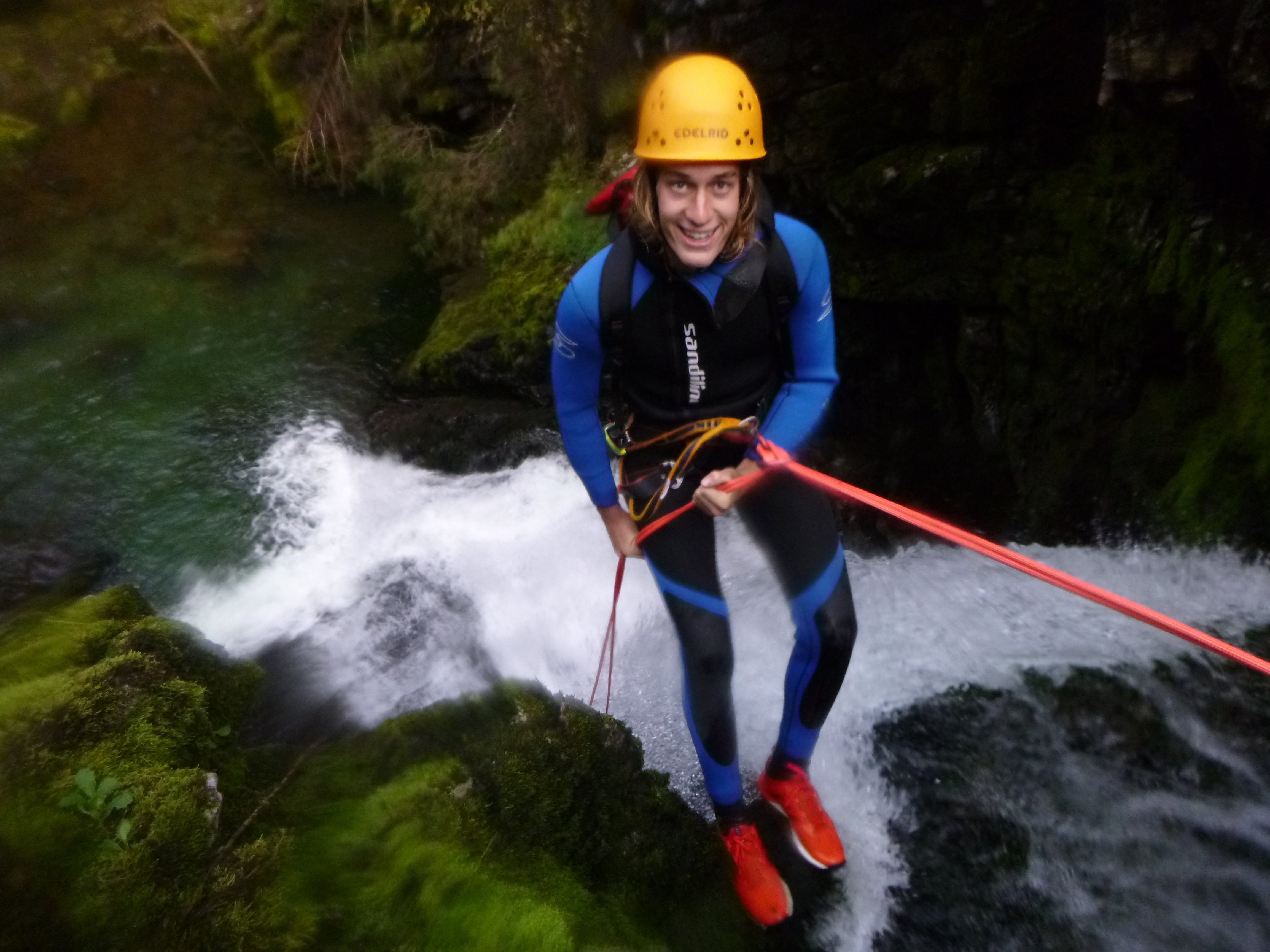
Canyoning

In diesem Bereich gibt es eine besonders große und schöne Estavelle, eine der bedeutendsten in den Alpen. Eine Estavelle kann je nach Wasserstand Wasser schlucken oder hervorbringen. Der Schwarzwasserbach verläuft also nicht nur oberirdisch, sondern auch unterirdisch.
Bei Gewässerkilometer 3 erreicht der Schwarzwasserbach Siedlungsgebiet, die Parzelle Au. Bei Gewässerkilometer 2,2 beginnen die drei Naturdenkmäler, die Strüdeltöpfe, bei km 2,16 folgt die Naturbrücke aus Schrattenkalk und bei km 2,07 ist die Oberkante des Wasserfalls. Der letzte Abschnitt führt durch das Schwendetobel bis zur Mündung in die Breitach.

## Zuflüsse
Folgende benannten Zuflüsse münden laut Vorarlberg Atlas in den Schwarzwasserbach:
| Name                | Gwkm | von    |
| ------------------- | ---- | ------ |
| Grappagraben        | 10,0 | links  |
| Cholbächle          | 9,25 | rechts |
| Gürgitschtöbelebach | 6,2  | rechts |
| Wäldelebach         | 4,5  | links  |
| Auerbach            | 2,11 | links  |
| Plattatobel         | 1,5  | links  |
| Höflebach           | 1,15 | links  |

## Freizeitmöglichkeiten
Neben dem Canyoning kann man hier besonders gut wandern. Entlang des Baches gibt es zahlreiche Wandermöglichkeiten. Die Feuchtwiesen und Moorflächen dürfen nicht betreten werden, da man dadurch Torfmoose und andere seltene Pflanzen zerstört.

## Naturschutz
Die Quelle und der nördliche Teil des Tales liegen im Europaschutzgebiet Ifen, bzw. im Pflanzenschutzgebiet Hochifen und Gottesackerwände. Das Flyschgestein im Oberlauf ist wenig wasserdurchlässig, dadurch ist das obere Schwarzwassertal sehr moorig. Nördlich des Quellgebietes liegt das Biotop Moortümpel zwischen Schwarzwasser und Zollhütte (Biotop 22836) mit knapp 5 ha. Unterhalb der Schwarzwasseralpe folgt das Moorbiotop Schwarzwasseralpe (Biotop 22837) mit insgesamt 15,7 ha. Links und rechts des Baches folgen zahlreiche weitere meist feuchte Biotope.